# 大矢貞男
大矢 貞男（おおや さだお、1958年 - ）は日本のジャズバイオリニスト及びブルーグラス、フォーク、ロックなどのフィドル奏者。

## 概要
作曲家、編曲家でもあり、アレンジ、プロデュースなどの音楽活動もおこなう。東京ホット倶楽部バンドのリーダー。 現代日本のバイオリン系奏者の第一人者として、その豊かな音楽性とインスピレーション、テクニックから、それまでクラシック系奏者に加担されていた現代日本音楽におけるバイオリンプレイヤーの先駆けとなった。映画、TVドラマ、CF等の音楽制作も手掛け、アルバムは「東京ホット倶楽部バンド」で9枚、ソロで5枚発表している。
1958年、大阪府大阪市生野区で生まれる。子供の頃は、全く音楽に興味なかったという。中学に入ってギターに出会いフォーク系の音楽に目覚め、関西大学工学部に進み、在学中にアメリカ民謡同好会でブルーグラスバンドに参加。その圧倒的演奏で全国的に注目を浴びる。
その後、上京し、1985年に「東京ホット倶楽部バンド」を結成。フランスのジャンゴ・ラインハルトフェスティバルや多くのインターナショナル・ジャズフェスティバルで聴衆を魅了し、イギリス、オーストラリア、ニュージーランド、ポルトガルなどの海外のフェスティバルで公演、存在を国内外に認められる。現在は大阪を拠点にジャズバイオリンを中心に活動し、多彩なジャンルのアーティストのサポートなどをおこなっている。後続の育成のため、ジャズバイオリン、ブルーグラス・フィドル教室も開催中という。